# Holoarctia scriniensis
Holoarctia scriniensis är en fjärilsart som beskrevs av Berthet 1948. Holoarctia scriniensis ingår i släktet Holoarctia och familjen björnspinnare. Inga underarter finns listade i Catalogue of Life.